# Goerik Metský
Svatý Goerik také Gury, Abbo či Goericus Metský († 19. září 643, Mety) byl biskup metský.

## Život
Narodil se pravděpodobně mezi lety 565 a 575. Byl příbuzným metského biskupa Sigebauda a pocházel z rodu Ansbertina d'Albi. Některé životopisy uvádí, že byl synem Gamarduse, vnuka Tonantia Ferreola.
Byl ženatý a měl dvě dcery. V mládí byl vojákem a později se stal guvernérem Albi.
Podle legendy byl Georik slepý a byl vyléčen kamenem s krví svatého mučedníka Štěpána.
Byl vysvěcen na kněze svým strýcem biskupem Arnulfem z Met. Roku 629 (podle jiných zdrojů 625, 627, 628) nastoupil na biskupský stolec.
Jako biskup nechal roku 641 přenést ostatky svého předchůdce do chrámu svatých apoštolů v Metách. Nechal postavit chrám svatého Petra a opatství Épinal pro své dvě dcery.
Zemřel roku 643, podle jiných zdrojů roku 642, 644 či 19. září 647.
V 10. století byly jeho ostatky kromě hlavy přeneseny do opatství Épinal.

## Patrocinium
Goerik je patronem města Épinal, které bylo ve středověku významným poutním místem.

## Liturgická oslava
Jeho církevní svátek je připomínán 19. září.